# 銳頭歐雅魚
銳頭歐雅魚（學名：Squalius agdamicus）為輻鰭魚綱鯉形目雅羅魚科的其中一種，分布於亞洲亞塞拜然庫拉河流域，生活習性不明。